# Eurycotis gurneyi
Eurycotis gurneyi är en kackerlacksart som beskrevs av Eliécer E. Gutiérrez 1999. Eurycotis gurneyi ingår i släktet Eurycotis och familjen storkackerlackor.
Artens utbredningsområde är Puerto Rico. Inga underarter finns listade i Catalogue of Life.